# Ганьон, Мари-Мишель
Мари́-Мише́ль Ганьо́н (фр. Marie-Michèle Gagnon, род. 25 апреля 1989 года, Леви, Канада) — канадская горнолыжница, победительница двух этапов Кубка мира, участница Олимпийских игр 2010, 2014 и 2022 годов. В начале карьере тяготела к техническим дисциплинам и комбинации, но после травмы в конце 2017 года переключилась на выступления в скоростных дисциплинах, лишь изредка выступая в гигантском слаломе.
В Кубке мира Ганьон дебютировала в 2008 году, в январе 2009 года первый  раз в своей карьере попала в десятку лучших на этапе Кубка мира, в гигантском слаломе. 12 января 2014 года одержала свою первую победу в Кубке мира, выиграв суперкомбинацию в австрийском Альтенмаркте. Лучшим достижением Ганьон в общем зачёте Кубка мира является 13-е место в сезоне 2013/14.
На Олимпиаде-2010 в Ванкувере заняла 21-е место в гигантском слаломе и 31-е место в слаломе. В 2014 году на Играх в Сочи стала девятой в слаломе. На Играх 2022 года заняла восьмое место в скоростном спуске и 14-е в супергиганте.
За свою карьеру участвовала в 8 подряд чемпионатах мира (2009—2023), лучший результат — 6-е место в комбинации на чемпионате 2017 года и 6-е место в супергиганте на чемпионате 2021 года.
Завершила карьеру после сезона 2022/23.
Использовала лыжи и ботинки производства фирмы Rossignol.
С 2008 года встречается с американским горнолыжником Трэвисом Ганонгом, с которым познакомилась через общего друга Луи-Пьера Элье.

## Результаты на крупнейших соревнованиях

### Зимние Олимпийские игры
| Олимпийские игры | Скоростной спуск | Супергигант  | Гигантский слалом | Слалом       | Комбинация   | Команды      |
| ---------------- | ---------------- | ------------ | ----------------- | ------------ | ------------ | ------------ |
| 2010 Ванкувер    | —                | —            | 21                | 31           | —            | н/д          |
| 2014 Сочи        | —                | DNF          | DNF1              | 9            | DNF SL       | н/д          |
| 2018 Пхёнчхан    | не выступала     | не выступала | не выступала      | не выступала | не выступала | не выступала |
| 2022 Пекин       | 8                | 14           | —                 | —            | —            | —            |

### Победы на этапах Кубка мира (2)
| № | Сезон   | Дата        | Место       | Дисциплина      |
| - | ------- | ----------- | ----------- | --------------- |
| 1 | 2013/14 | 12 янв 2014 | Альтенмаркт | Суперкомбинация |
| 2 | 2015/16 | 28 фев 2016 | Сольдеу     | Комбинация (2)  |